# Grindul Jibrieni
Grindul Jibrieni este un cordon litoral nisipos aflat în partea de nord a Deltei Dunării. Din punct de vedere politic, această unitate de relief se află pe teritoriul Regiunii Odesa din Ucraina. Pe grindul Jibrieni trece drumul Vâlcov - Tatarbunar. Grindul se află inclus pe teritoriul Rezervației Biosferei Delta Dunării (administrată de statul ucrainean). 

Formarea grindului Jibrieni și modificările țărmului din Antichitate până în zilele noastre în cadrul evoluției geomorfologice a Deltei Dunării.

## Istoric
Cu aproximativ 3000-4000 ani în urmă, Delta Dunării de astăzi era practic inexistentă, în locul ei fiind un golf de mică adâncime la Marea Neagră, în care se vărsau apele Dunării. În decursul veacurilor trecute de atunci, golful a fost umplut pe o lungime de mai multe zeci de kilometri cu aluviuni aduse de fluviu formându-se astfel Grindul Jibrieni de pe teritoriul Ucrainei și Grindul Letea din România. 
Ca o consecință a depunerii de aluviuni în gura de vărsare în mare a brațului Chilia, au apărut ostroave și s-a format delta secundară a Chiliei.
Grindul Jibrieni este format din maluri nisipoase, acoperite cu plantații de pini. Înainte de plantarea pinilor pe maluri, grindul era un ecosistem semiarid (aparținând stepei pontice), amenințat de eroziunea marină. Aici se află o entofaună bogată, fiind descoperite aici peste 200 de specii de insecte. 
Din punct de vedere istoric apare în Antichitate sub numele de Harpis, fiind ulterior o parte din Bugeac; denumirea de Jibrieni (azi Zhebryanyy) apare în perioada turcească provenind de la patronimul Gavril (în turcă Cibril). Satul lipovenesc cu același nume se denumește, din 1946 încoace, Prymors'ke („lîngă mare”).